# Iwancza (obwód Wielkie Tyrnowo)
Iwancza (bułg. Иванча) – wieś w Bułgarii, w obwodzie Wielkie Tyrnowo, w gminie Połski Trymbesz. W 2024 roku liczyła 352 mieszkańców.